# Туамасина (провинция)
Туама́сина (малаг. Toamasina) — провинция Мадагаскара с территорией 71 911 км² и населением 2 593 063 человека (июль 2001). Административный центр — город Туамасина, самый важный морской порт страны.

## География
Провинция находится на востоке страны. На севере граничит с провинцией Анциранана, на юге — с провинцией Фианаранцуа, на западе — с провинциями Антананариву и Махадзанга, на востоке — побережье Индийского океана. Вдоль побережья расположен остров Нуси-Бураха.

## Административное деление
Административно подразделяется на 3 района, которые в свою очередь делятся на 18 округов:

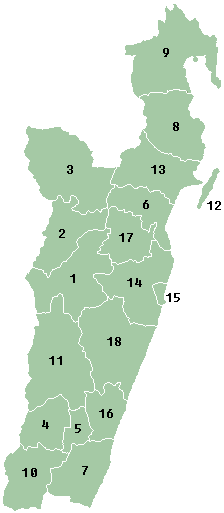
Регионы и департаменты провинции Туамасина

| - Район Алаутра-Мангуру (Alaotra-Mangoro): - 1. Амбатундразака (Ambatondrazaka) - 2. Ампарафаравула (Amparafaravola) - 3. Андиламена (Andilamena) - 4. Анусибеаниала (Anosibe An'ala) - 11. Мураманга (Moramanga) - Район Аналанджируфу: - 6. Фенуариву-Ацинанана - 8. Мананара - 9. Маруанцетра - 12. Нуси-Бураха - 13. Суаниерана-Ивунгу - 17. Ваватенина - Район Ацинанана (Atsinanana): - 5. Антанамбау-Манампоци (Antanambao Manampotsy) - 7. Махануру (Mahanoro) - 10. Маруламбу (Marolambo) - 14. Туамасина Рураль (Toamasina II) - 15. Туамасина Урбан (Toamasina) - 16. Ватумандри (Vatomandry) - 18. Вохибинани (Vohibinany, Ampasimanolotra, Brickaville) |

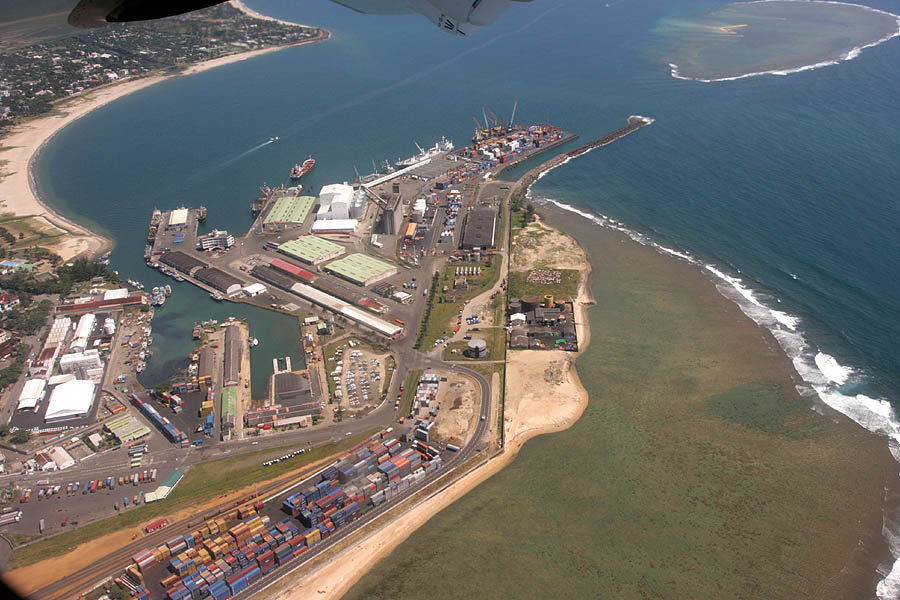
Порт Туамасина с высоты птичьего полёта